# Cantón de Roujan
El cantón de Roujan era una división administrativa francesa, que estaba situada en el departamento de Hérault y la región de Languedoc-Rosellón.

## Composición
El cantón estaba formado por once comunas:
- Fos
- Fouzilhon
- Gabian
- Magalas
- Margon
- Montesquieu
- Neffiès
- Pouzolles
- Roquessels
- Roujan
- Vailhan

## Supresión del cantón de Roujan
En aplicación del Decreto n.º 2014-258 de 26 de febrero de 2014, el cantón de Roujan fue suprimido el 22 de marzo de 2015 y sus 11 comunas pasaron a formar parte del nuevo cantón de Cazouls-lès-Béziers.